# 재닌 비커스
재닌 비커스(Janeene Vickers, 1968년 10월 3일 ~ )는 주로 400m 허들에 나간 미국의 육상 선수이다.
캘리포니아주 토런스에서 태어난 비커스는 1992년 바르셀로나 올림픽에서 400m 허들 동메달을 획득하였다. 이전에 해에 도쿄에서 열린 1991년 세계 육상 선수권 대회에서도 53.47초의 일상 최고 기록으로 동메달을 따기도 하였다. 이 상연은 그녀를 세계에서 7위로, 2016년으로 봐서 미국 사상에 랭킹 10위롤 놓았다.
포모나 고등학교를 졸업한 그녀는 자신의 뛰어난 고교 경력을 가졌다. 1986년과 1987년 둘다 그녀는 100m와 300m 허들 양종목을 우승하여 CIF 캘리포니아 주립 대회를 지배하였으며, 1987년 플랫 100m 타이틀을 추가하였다. 1987년 트랙 앤드 필드 뉴스의 "올해의 고등학교 선수"로 선정되었다. 그녀는 자신이 400m 허들에서 3연속 NCAA 선수권을 우승한 캘리포니아 대학교 로스앤젤레스에서 지속적으로 수학하였다.
2011년 11월 4일 캘리포니아 대학교 로스앤젤레스 명예의 전당에 헌액되었다.